# Апелляция к авторитету
Апелляция к авторитету (лат. argumentum ad verecundiam — «аргумент к скромности») — вид оспаривания аргументаций, предложение считать некоторое утверждение корректным потому, что такое утверждение сделано неким источником, считающимся авторитетным.
Заблуждение заключается в том, что истинность или ложность высказывания может не зависеть от мнения используемого авторитетного источника; кроме того, авторитетный источник может ошибаться в выводах, даже основываясь на корректных предпосылках.
С другой стороны, обращение к авторитету является важной частью неформальной логики. Поскольку невозможно быть экспертом во всех областях современного знания, зачастую приходится полагаться на мнение авторитетов в этих областях. В самом утверждении, что конкретное мнение авторитета является корректным, не содержится логической ошибки. Однако такая ошибка возникает, если пытаться утверждать, что авторитетное мнение всегда принципиально корректно и, следовательно, не должно подвергаться критике. Такая ошибка также возникает в случае апеллирования к мнению авторитетного источника, который не является экспертом в той области, к которой относится конкретный аргумент.
Выражение «Argumentum ad verecundiam» было впервые применено английским философом Дж. Локком в его труде «Опыт о человеческом разумении» (Essay Concerning Human Understanding, 1690, кн. IV, ч. XVII). Латинское слово «verecundia» означает скромность, выражение «Argumentum ad verecundiam» — буквально «аргумент к скромности». Сам Локк так объяснял смысл предлагаемого термина: «Когда некоторые люди достигают высокого положения, для других считается нескромным умалять их достоинства и подвергать сомнению их авторитетность».